# Білл Барбер (тенісист)
Білл Барбер (англ. Bill Barber; нар. 2 жовтня 1970) — колишній американський тенісист.
Найвищу одиночну позицію світового рейтингу — 259 місце досяг 10 жовтня 1994, парну — 147 місце — 10 жовтня 1994 року.

## Титули на челленджерах

### Парний розряд: (2)
| Ранг | Рік  | Турнір               | Покриття | Партнер     | Суперники                     | Рахунок  |
| ---- | ---- | -------------------- | -------- | ----------- | ----------------------------- | -------- |
| 1.   | 1994 | Бразиліа, Бразилія   | Тверде   | Іван Бейрон | Нелсон Аертс Даніло Марселіно | 6–0, 7–5 |
| 2.   | 1994 | Сеул, Південна Корея | Тверде   | Арі Натан   | Оскар Ортіс Лоренс Тілеман    | 7–6, 6–2 |